# Пемфіг пізній спіральногаловий
Пемфіг пізній спіральногаловий (Pemphigus spyrothecae) — вид напівтвердокрилих комах родини справжніх попелиць (Aphididae).

## Поширення
Вид поширений у помірних регіонах в Європі, Північній Африці, Західній та Середній Азії. Завезений до Північної Америки.

## Опис
Крилаті форми мають темні голову і груди через сильну склеротизацію кутикули на цих сегментах тіла. Решта тіла жовто-зелене, а вся поверхня тіла часто покрита білуватим восковим пилом. Попелиця виробляє характерні спірально закручені справжні гали. Середня довжина галів становить 15,4 мм, а ширина — 9,9 мм.

## Спосіб життя
Кормовою рослиною виду є тополя, зазвичай це тополя чорна. Розвивається виключно на первинному хазяїні — черешках. Викликає згинання та скручування черешка шляхом інтенсивного смоктання. Протягом року одне двостатеве (амфігонічне) покоління чергується з трьома одностатевими (партеногенетичними) поколіннями. Розвиток партеногенетичних поколінь відбувається всередині галів. Найбільше галів знаходиться в нижніх частинах крони тополі. На початку періоду формування крилатого покоління (у серпні) гвинтоподібні краї стінок галла товщиною 0,5-3 мм зазвичай дещо розходяться, утворюючи щілиноподібні або овальні вихідні отвори. В останньому поколінні відбувається спарювання, і потім самиці відкладають яйця в кору дерева, де вони зимують. 
З середини липня до середини вересня численні колонії попелиць утворюють велику кількість крихітних білувато-сірих краплеподібних виділень діаметром 0,1–1 мм. Екскременти видаляються з гал через вихідні отвори. У галах, що не змогли розкритися, накопичуються крапельки екскрементів і середовище проживання попелиці погіршується настільки, що в результаті зараження все покоління гине.